# Fitosterol

β-sitosterolul, un fitosterol tipic

Fitosterolii sunt compuși fitosteroidici, care au rolul de componente structurale ale membranelor biologice ale speciilor vegetale. Au fost identificați mai mult de 250 de steroli și compuși analogi. Se găsesc în cantitate mai mare în plantele superioare, de asemenea în semințele plantelor oleaginoase, leguminoase și în boabele cerealelor. Cel mai răspândit este sitosterolul care uneori este însoțit de un procent mai mic de stigmasterol. Ei se găsesc în natură sub formă liberă dar și sub formă de fitosteride, glicozide. Ei au importanță în biosinteza hormonilor steroidici dar și a vitaminelor D.
Fitosterolii se găsesc în numeroase plante dar și în semințele unor plante. Se pare că au un rol important în organism prin menținerea nivelului colesterolului la un nivel cât mai mic, mai ales atunci când sunt consumați în cadrul unei alimentații fără colesterol. Inhibă absorbția intestinală a colesterolului; esterii liposolubili (stanoli derivați 5 alfa saturați) au fost introduși pentru scăderea nivelului seric la colesterolului din anii 1990. Inhibiția absorbției intestinale a colesterolului are drept efect stimularea sintezei de colesterol, un factor ce are drept rezultat scăderea nivelului seric al colesterolului cu cel puțin 10% împreună cu fitosterolii. În cadrul tratamentului cu medicație hipocolesterolemiantă (statine) s-a observat că această medicație combinată cu o dietă bogată în stanoli duce la reducerea nivelului colesterolului și o creștere a fitosterolilor serici.